# Marmolejo (Spagna)
Marmolejo è un comune spagnolo di 7 474 abitanti situato nella comunità autonoma dell'Andalusia, provincia di Jaén, comarca di Campiña de Jaén.

## Geografia fisica
Marmolejo è situato in corrispondenza di un'ansa del Guadalquivir. Nel territorio comunale scorrono due suoi affluenti, il Jándula ed il río de las Yeguas.